# 裴佗
裴佗（？—529年），字元化，河东郡闻喜县（今山西省运城市闻喜县）人，出自河东裴氏定著五房之一的西眷裴，北魏官员。

## 生平
裴佗的六世祖裴诜是西晋太常卿，因为西晋动乱，到凉州避难。苻坚平定河西，裴诜东归故乡，因此居住在解县，家族世代以文学显名，五人被举荐为秀才，然后再被举荐为孝廉，当时的人赞美他们。裴佗的父亲裴景惠任州别驾。
裴佗容貌魁梧，巍然有才具与名望，少年时学习杜预注释的《左传》、《毛诗》、《周易》，都能够揭示它们的宗旨和大致内容，被举荐为秀才，因为策试高中被任命为中书博士，转任转司徒参军、司空记室、扬州任城王元澄开府仓曹参军，又入朝担任尚书仓部郎中，代理河东郡太守，所在之处都被称道有政绩。回朝后，裴佗担任尚书考功郎中、河东邑中正。魏宣武帝元恪亲临朝堂，任命裴佗为员外散骑常侍，中正如故。裴佗又转任司州治中，因为道听途说的消息被御史弹劾，不久被赦免。裴佗转任征虏将军、中散大夫，担任赵郡太守，治理百姓有方，威望和恩情很显著，奸猾的官吏百姓无不肃然改正。裴佗所得的俸禄，分发赈济给贫穷的人，又转任转前将军、东荆州刺史，赵郡百姓对他景仰留恋，倾城出动到郡境饯别送行，至魏收完成《魏书》的时代还在追思。裴佗很快加号平南将军。蛮族首领田盘石、田敬宗等部落一万多家，自以为人多地势险要，不听从朝廷的命令，前后几任的刺史和太守虽然多次征讨，未能收降他们。裴佗到了东荆州，单派一个使者前往说服劝慰，晓以祸福之理。田敬宗等人听说裴佗素有美德，相继率领部落归附。东荆州全境清静安定，贼寇也不出现，边境百姓心怀向往，扶老携幼前来归附的有一千多家。裴佗很快加号抚军将军，又升任中军将军，在东荆州几年，因为疾病请求回乡。永安二年（529年），裴佗去世，遗嘱不请求追赠官爵，不接受赠送的丧葬财物，他的几个儿子都遵照执行。
裴佗性格刚烈直率，不喜欢和俗人交往，与他投缘的一定是当时的名流。裴佗清白率真，不积聚家产，住宅不足三十步，又没有土地园林。夏不打伞，冬不穿裘皮，他就是这样清贫艰苦。

## 其他
皇甫度养子皇甫子熙的嫂子是裴佗的女儿，裴佗返回京城时，皇甫度询问裴佗外地有什么消息，裴佗说：“一路只听说您收受元乂的金银绢帛，远近之人无不感叹。您应该杀掉这个罪人，以告慰天下。”皇甫度的夫人陈氏听说后厌恶裴佗。

## 家庭

### 夫人
- 辛氏

### 子女
- 裴让之，北齐清河郡太守、宁都县男
- 裴诹之，西魏大行台仓曹郎中
- 裴谳之，北周伊川郡太守
- 裴谋之，北齐参军
- 裴讷之，北齐太子舍人
- 裴谒之，北周壶关县县令

## 延伸阅读
[在维基数据编辑]
 《魏書/卷88》，出自魏收《魏书》
 《北史/卷038》，出自李延壽《北史》